# Le Pays de verre
Pour plus de détails, voir Fiche technique et Distribution.
Le Pays de verre (Stiklo šalis) est un film lituanien de Janina Lapinskaitė sorti en 2004, adapté du livre éponyme de Vanda Juknaitė.

## Synopsis
Tranche de vie d'une femme dépressive après la naissance de son second enfant.

## Fiche technique
- Titre original : Stiklo šalis
- Titre anglais : Land of Glass ou A Land of Glass
- Titre français : Le Pays de verre
- Réalisation : Janina Lapinskaitė
- Scénario : Janina Lapinskaitė et Vanda Juknaitė d'après son livre
- Image : Algimantas Mikuténas
- Montage : Jonas Maksvytis
- Son : Romualdas Fedaravicius
- Musique : Kipras Masanauskas
- Production : Studjia 2000
- Pays d'origine : Lituanie
- Année : 2004
- Genre : Drame
- Durée : 64 minutes
- Format : 35 mm

## Distribution
- Jurga Kalvaityté : la femme
- Povilas Budrys
- Urte Sejûnaite
- Antanas Venskus